# توت روباهی (سرده)
توت روباهی یا توت روباه نام یک سرده از تیرهٔ گلسرخیان است.